# Chiesa di San Valentino (Trento)
La chiesa di San Valentino è la parrocchiale di Valsorda, frazione di Trento. Risale al XVII secolo.

## Storia

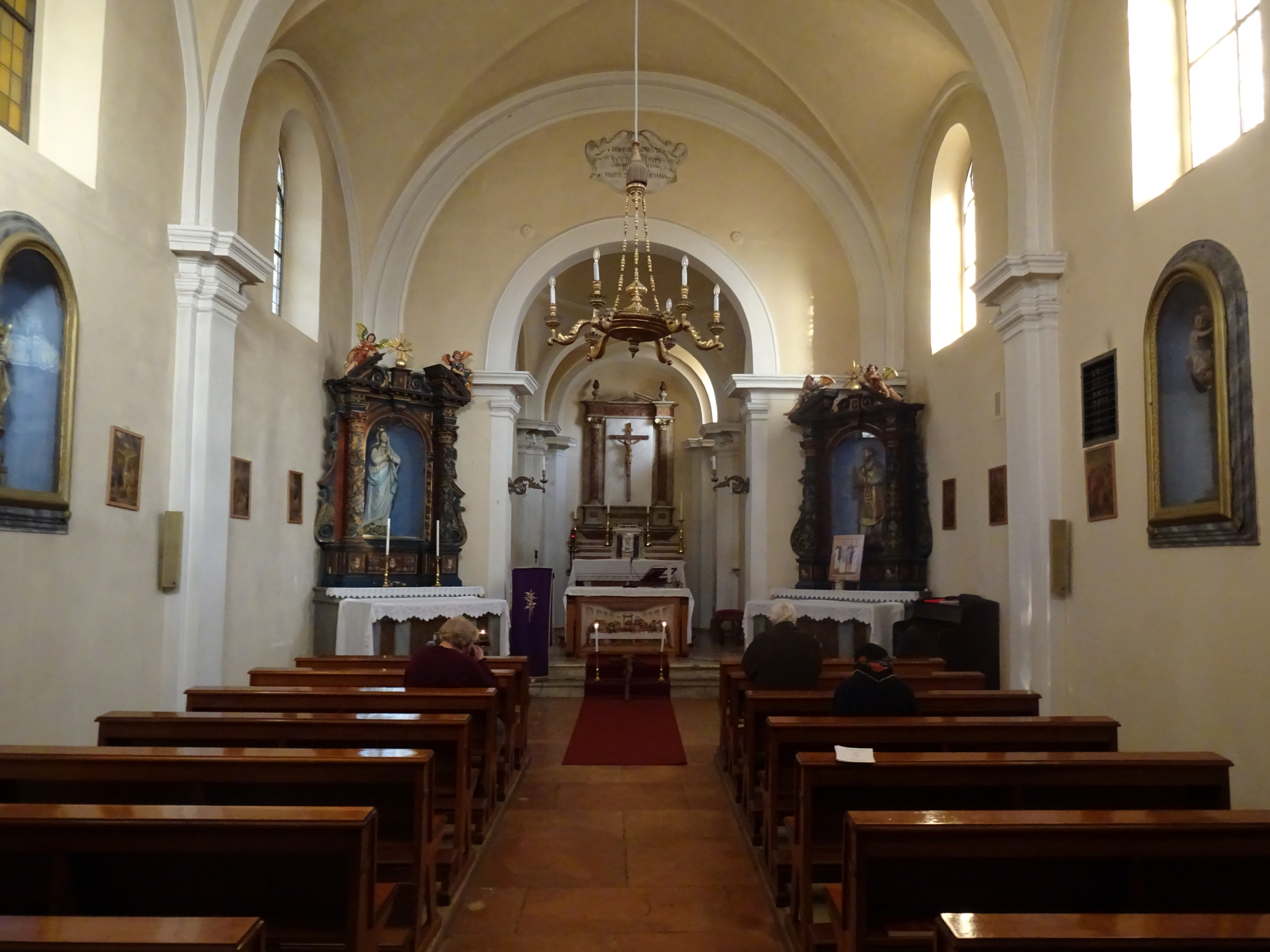
Interno

Nel 1647 si ebbe la prima citazione documentale della chiesa di Valsorda, località a breve distanza da Trento. Venne descritta con dedicazione a San Rocco.
Nel 1726 al santo titolare originale venne abbinato San valentino e nel 1760 il culto fu dedicato esclusivamente a quest'ultimo.
Ottenne dignità curiaziale nel 1768, divenendo sussidiaria della chiesa di San Giorgio di Vigolo Vattaro
Nel 1786 si registrò il passaggio dell'intera area dalla giurisdizione ecclesiastica della diocesi di Feltre a quella di Trento.
Negli ultimi decenni del XIX secolo fu oggetto di un'importante opera di ristrutturazione e ricostruzione. La sua pianta venne ampliata, e venne eretta la torre campanaria. Dopo questi lavori venne nuovamente benedetta.
Ottenne dignità parrocchiale dal 1920 distaccandosi così dalla chiesa di Vigolo Vattaro.